# Alfred Solvay
Pour les articles homonymes, voir Solvay.
 (avril 2025).
Si vous disposez d'ouvrages ou d'articles de référence ou si vous connaissez des sites web de qualité traitant du thème abordé ici, merci de compléter l'article en donnant les références utiles à sa vérifiabilité et en les liant à la section « Notes et références ».
Alfred Solvay, né le 1er janvier 1840 à Rebecq-Rognon et mort le 23 janvier 1894 à Nice, est un industriel belge. Frère cadet de l'industriel et homme de sciences Ernest Solvay, il lui a apporté une collaboration de tous les instants, essentielle à la réussite de son entreprise de production de soude à l'ammoniac par le procédé Solvay. Il s'est occupé de la conduite commerciale des affaires et de l'intendance, assurant ainsi la stabilité et la solidité de la jeune entreprise jusqu'à sa mort prématurée. Homme de l'ombre, il aura raison plus d'une fois des découragements qui marqueront les débuts de leur aventure industrielle commune.

## Biographie
Alfred Solvay, né le 1er janvier 1840 à Rebecq-Rognon, est le fils d'Alexandre Solvay, négociant en denrées coloniales, maître de carrière et exploitant d'une raffinerie de sel et d'Eugénie Hulin. Il est le frère cadet d'Ernest Solvay avec qui il s'associera dans le développement de ses activités industrielles.
Abandonnant sans hésiter un premier emploi chez un armateur anversois, il s'installe à Couillet, près de Charleroi, pour diriger la construction de la première usine de fabrication de carbonate de soude (1864). À l'ouverture, Ernest s'occupe des problèmes techniques liés à la production, Alfred de la partie commerciale et administrative. Il est tour à tour comptable, caissier, magasinier, expéditeur, ouvrier chargeur… 
Directeur de l'usine, il revient à Bruxelles en 1879 pour se consacrer à la gestion du groupe en expansion. Il parcourt le monde, étudiant les ressources naturelles disponibles, les sites industriels propices à une implantation, les besoins et les débouchés des pays visités. Ce qui ne l'empêche pas de se faire construire une maison de plaisance au cœur du parc Tournay-Solvay (1881) où sa famille — son épouse Marie Masson (1872) et leurs trois enfants : Alice (1874-1931), Louis (1876-1952) et Thérèse (1879-1972) — séjournent pendant les beaux jours.

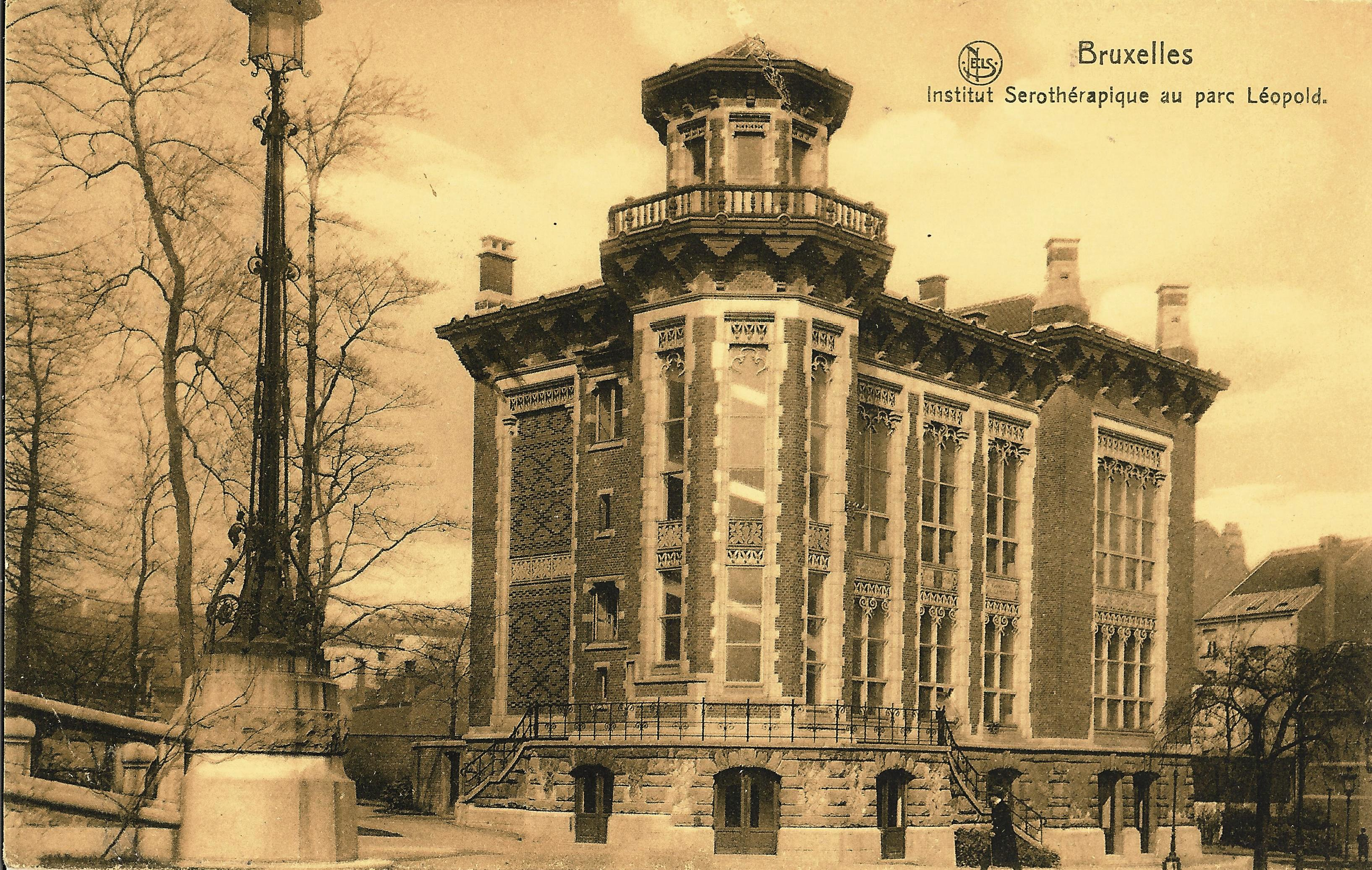
Institut d'hygiène

Il contribue également à la création de l'Institut d'hygiène, de bactériologie et de thérapeutique (1892) qui fait partie de la cité des Sciences de l'Université libre de Bruxelles au parc Léopold. Démoli pour faire place à l'Institut dentaire Eastman (Michel Polak, 1935), il avait été conçu par les architectes Jules-Jacques Van Ysendyck et Léon Gérard (1892-1894). Le bâtiment abrite désormais la Maison de l'histoire européenne.

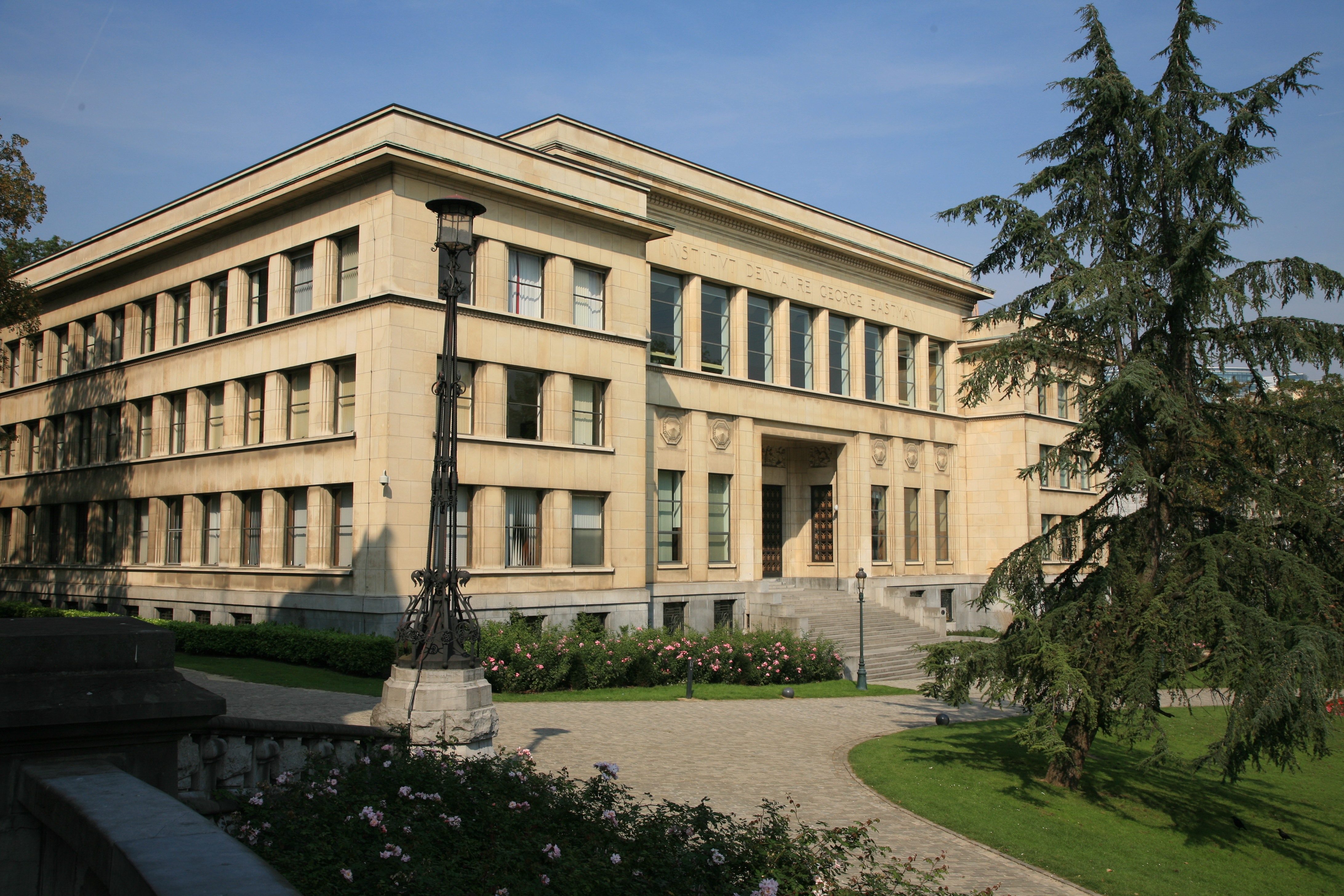
Institut dentaire Georges Eastman, reconverti en Musée de l'Europe

Conscient du rôle essentiel de son frère dans la réussite de son entreprise, Ernest Solvay n'hésitera pas à dire : « Comme il fallait l'un et l'autre pour réussir, nous fîmes ainsi le procédé à nous deux ; c'est bien de nous deux qu'il dérive, c'est le procédé bi-Solvay. »